# Missing (telessérie de 2012)
Missing é uma série de televisão norte-americana de 2012, originalmente transmitida pela ABC, com Ashley Judd. A série estreou nos Estados Unidos a 5 de Março de 2012. Em Portugal a série estreou no canal AXN, a 19 de Abril do mesmo ano. No dia 11 de Maio de 2012 a ABC anunciou o cancelamento da série.

## Sinopse
O agente da CIA, Paul Winstone, é assassinado na presença do seu filho de oito anos Michael. Becca, a mulher de Paul e também agente, tenta reconstruir a sua vida com o seu filho. Dez anos depois desse acontecimento, Michael candidata-se a uma bolsa de verão, e recebe a oportunidade de ir estudar para Roma, onde desaparece de forma misteriosa. Beccca embarca para a Europa, numa busca perigosa pelo seu filho.

## Elenco e personagens
- Ashley Judd - Rebecca "Becca" Winstone- ex-agente da CIA, mãe de Michael.
- Nick Eversman - Michael Winstone
- Sean Bean- Paul Winstone
- Cliff Curtis - Agente Dax Miller
- Adriano Giannini- Giancarlo Rossi
- Tereza Voříšková - Oksana

### Elenco recorrente
- Aunjanue Ellis como a  amiga de Becca.
- Gina McKee como Jamie Ortega-  directora da CIA, Washington D.C.
- Keith Carradine como Martin Newman, "tio" e padrinho de Michael, agente da CIA.
- Karel Roden como Victor Azimoff.
- Laura Donnelly

## Episódios
| No. | Título                             | Realizador    | Argumentista                      | Transmissão original | Espectadores (E.U.) (milhões) |
| --- | ---------------------------------- | ------------- | --------------------------------- | -------------------- | ----------------------------- |
| 1 | "Pilot"                            | Stephen Shill | Gregory Poirier                   | 15 de março de 2012  | 10.60                         |
| Paul Winstone (Sean Bean) é assassinado num atentado bombista na Europa. Dez anos depois, o filho Michael Winstone vai para Roma estudar arquitectura, desaparecendo misteriosamente. Rebecca Winstone (Ashley Judd), a mãe de Michael e ex-agente da CIA, segue para Roma à procura do filho e mata um intruso no apartamento de Michael, lançando o alerta na CIA. Entretanto, descobre que Michael foi raptado por uma organização francesa e segue para Paris, onde encontra pistas que provam que o seu filho esteve lá. Entretanto a CIA ordena que Becca regresse aos Estados Unidos, mas Becca é alvejada numa ponte, caindo ao rio. |                                    |               |                                   |                      |                               |
| 2 | "The Hard Drive"                   | Stephen Shill | Grant Scharbo                     | 22 de março de 2012  | 8.81                          |
| Becca sobrevive ao ferimento de bala, com a ajuda de uma conhecida dos velhos tempos. Na continuação da busca pelo seu filho Michael, faz um acordo com o chefe da inteligência francesa Antoine Lussier (actor convidado Joaquim de Almeida), mas o acordo vem com sérias complicações morais para Becca. Seguindo uma pista, Becca chega a um aeródromo, onde vê o seu filho a ser arrastado para um avião, mas não consegue evitar que levante voo. |                                    |               |                                   |                      |                               |
| 3 | "Ice Queen"                        | Stephen Shill | Paul Redford                      | 29 de março de 2012  | 7.87                          |
| A CIA consegue fazer aterrar o avião onde Becca vê Michael entrar, mas este não se encontra a bordo. Michael encontra-se preso numa grande casa com uma rapariga de nome Oksana. Michael conclui que está na Rússia, pelo estilo da arquitectura da casa. A CIA trabalha com Becca e o seu amigo Giancarlo, da Interpol, para descobrir a quem pertence o avião. |                                    |               |                                   |                      |                               |
| 4 | "Tell Me No Lies"                  | Stephen Shill | Meredith Lavender & Marcie Ulin   | 5 de abril de 2012   | 7.24                          |
| Pela observação das imagens da morte do marido, Becca descobre o envolvimento de um ex-assassino. Becca procura o seu ex-mentor, Martin Newman, que acaba por lhe revelar que o seu marido Paul era corrupto. Na perseguição do ex-assassino Becca acaba por encontrar Paul, que afinal está vivo. |                                    |               |                                   |                      |                               |
| 5 | "The Three Bears"                  | Paul Edwards  | Adele Lim                         | 12 de abril de 2012  | 7.91                          |
| A prioridade da CIA passa a ser encontrar Paul, seguindo Becca. Becca e Rossi vão até Praga, procuram um cofre num banco de Paul. Oksana e Michael descobrem uma saída da casa. |                                    |               |                                   |                      |                               |
| 6 | "A Busy Solitude"                  | Paul Edwards  | Patrick MacManus                  | 19 de abril de 2012  | 7.23                          |
| Paul rouba o carro da CIA com os certificados de acções. A directora da CIA, Ortega, resolve vir para a Europa acompanhar o caso. Becca desvia um helicóptero e segue para a Rússia atrás de Azimoff. Enquanto Becca é levada à força pelos homens de Azimoff para a casa onde está o filho, este foge com Oksana num comboio usado para contrabando e Becca é retida pela CIA. |                                    |               |                                   |                      |                               |
| 7 | "A Measure of a Man"               | Phil Abraham  | Dana Greenblatt & Gregory Poirier | 26 de abril de 2012  | -                             |
| Ortega interroga Becca nas instalações da CIA em Viena. Becca fala de uma antiga operação com um rapaz, Maxim, que mata a mãe. Ortega confirma que esse rapaz é o jovem loiro que está a trabalhar actualmente com Azimoff. Quando Becca é deixada sozinha na sala onde está retida, uma pequena porta abre-se misteriosamente e ela aproveita para fugir. Quando Ortega volta, é esfaqueada por Violet. |                                    |               |                                   |                      |                               |
| 8 | "Answers"                          | Phil Abraham  | Paul Redford                      | 3 de maio de 2012    | -                             |
| Becca encontra-se com Rossi em Viena. A CIA tem conhecimento que Michael leva Oksana a um hospital na Hungria e envia Martin Newman ter com eles. Paul tem um encontro numa igreja afim de negociar a liberdade de Michael. Becca vai a essa igreja e informa Paul que Michael fugiu. Num confronto com Azimoff e o casal Winstone, o filho de Azimoff, Maxim, mata o pai, lembrando-se de que Becca o havia ajudado em criança. Martin Newman telefona a Azimoff, atendendo Maxim. Newman informa que Michael foi recapturado, revelando assim, que ele é o traidor corrupto, conhecido como Suspeito Zero.                                 |                                    |               |                                   |                      |                               |
| 9 | "Promises"                         | James Strong  | James Parriott                    | 10 de maio de 2012   | -                             |
| Violet mata Maxim. Quando Becca e Paul fogem da igreja, vêem Violet a disparar sobre Rossi. Martin escolta Michael e Oksana para Istambul. Oksana descobre a verdade sobre Martin, que a ameaça. Violet tenta matar Dax, que antecipadamente se defende por desconfiar dela. Paul é entretanto preso na Bulgária. |                                    |               |                                   |                      |                               |
| 10 | "Rain on the Evil and on the Good" | James Strong  | Gregory Poirier                   | 17 de maio de 2012   | 6.53                          |
| Dax consegue com que Paul fuja, simulando um ataque durante uma visita. Rebecca tortura Violet para que esta revele tudo sobre a operação de contrabando de Martin Newman. Michael reencontra-se com os pais em Instambul, onde Becca mata Martin. Passado uma semana em Praga, Becca vai buscar o carro e surge um outro veículo que choca com ela. O carro de Becca aparece vazio e com vestígios de sangue. |                                    |               |                                   |                      |                               |